# أنتوني ايجا
أنتوني ايجا (بالإنجليزية: Anthony Ujah) (14 أكتوبر 1990 نيجيريا - ) هو لاعب كرة قدم نيجيري.

## وصلات خارجية
أنتوني ايجا على موقع قاعدة بيانات كرة القدم.إي يو (الإنجليزية)
- أنتوني ايجا على موقع بيانات كرة القدم. دي إي (الألمانية)
- أنتوني ايجا على موقع ناشيونال فوتبول تيمز (الإنجليزية)
- أنتوني ايجا على موقع Soccerway.com (الإنجليزية)
- أنتوني ايجا على موقع عالم كرة القدم.نت (الإنجليزية)
- أنتوني ايجا على موقع AS.com (الإسبانية)